# Lúcio Cúspio Camerino
Lúcio Cúspio Camerino (em latim: Lucius Cuspius Camerinus) foi um senador romano nomeado cônsul sufecto em 126 com Caio Sênio Severo. Sua família era originária da cidade asiática de Pérgamo. Sua esposa, que se supõe ter sido uma Patumeia Magna, era originária do norte da África e o filho do casal, Lúcio Cúspio Patumeio Rufino, foi cônsul em 142.